# Kouros
Kouros (grčki: Kouroi = mladići) je skulptura iz stare Grčke inspirirana egipatskim kipovima; prototip nagog mladića u stojećem položaju potpuno ispruženih ruku i smatra se da predstavlja boga Apolona.
Nag muški lik prevladava u arhajskoj plastici, a taj položaj zadržava uglavnom i u kasnijoj grčkoj umjetnosti. Pogriješili bismo kad bi prema nagosti likova zaključili da se tu u umjetnosti odražava određeni moral starih Grka. U Grčkoj su gajili drukčiji, slobodniji odnos prema nagosti, no u svakodnevnom su životu zacijelo nosili odjeću. Ako su se sportaši borili nagi u gimnazijama i na velikim natjecanjima u Olimpiji, to samo pokazuje, baš kao i briga što su je posvećivali razvoju tijela, da je za Grke čovjek bio najljepši nag. Samo neodjeveno ljudsko tijelo pokazuje smislenu konstituciju, usklađenost pojedinih dijelova tijela i njihovih kretnji, dakle ona svojstva koja su za kipara daleko važnija od vanjskog izgleda.
Kourosi su isprva bili brončani kipići manjih dimenzija (od početka 7. st. pr. Kr.), kasnije mramorne monumentalne skulpture, često nadnaravne veličine (konac 7. i početak 6. st. pr. Kr.). 
Kouros predstavlja određeni normativni osnovni oblik (tip) statue, koji je bio obvezatan sve do otprilike 500. pr. Kr., ali dopušta bogate razlike u odnosu na razdoblja, predjele i pojedine umjetničke osobnosti. Uz to je stalno prisutna težnja za sve boljim oblikovanjem pojedinosti.
Kourosi obično stoje frontalno i uspravno, iskoračivši jednom nogom i pritiskujući stisnute šake uz bedra. Svojom potpunom nagošću i nedostatkom svakog potpornja, kao i klesanjem između ruku i torza, predstavlja značajan napredak u kiparstvu od svojih egipatskih uzora. Obično djeluju osobito vitko i plemenito, utjelovljujući ideal koji vlada u Ateni.

## Galerija
- Kouros konjanik, Muzej Akropole, [[Atena (polis)|]].
- Kouros Anavisos iz oko 539. pr. Kr., Arheološki muzej, Atena.
- Bočni pogled na arhajsku frizuru Kourosa Apolona, Arheološki muzej, Atena.
- Moskoforos ili Nosač teleta, kouros iz oko 570. pr. Kr., Muzej Akropole, Atena.
- Kouros u Arheološkom muzeju u Delfima.
- Minhenski Kouros.
- Kouros iz Tenea.
- Efeb iz Agrigenta, oko 5. st. pr. Kr., Agrigento, Sicilija.

## Poveznice
- Kiparstvo stare Grčke
- Umjetnost stare Grčke
- Akt